# Roc-A-Fella Records
Roc-A-Fella Records was een Amerikaans platenlabel. Het label werd in 1995 door Jay-Z, Damon "Dame" Dash en Kareem "Biggs" Burke in New York opgericht. Roc-A-Fella Records is onderdeel geworden van Def Jam. De artiesten werden eveneens overgedragen.
De naam van Roc-A-Fella komt van de Rockefeller, een rijke en invloedrijke familie in de Verenigde Staten. Roc-A-Fella Records had een eigen kledinglijn en films. Het modelabel wordt Rocawear genoemd, maar deze is verkocht.

## Artiesten
- Jay-Z
- Kanye West
- M.O.P.
- Cam'ron
- Joe Budden
- Glenn Stalman
- Beanie Sigel
- Curren$y
- DJ Clue
- Memphis Bleek
- Amil
- N.O.R.E.
- Ol' Dirty Bastard
- Foxy Brown
- Jadakiss
- Tru Life
- Young Gunz
- Hector El Bambino
- Teairra Marí
- Young Steff
- Freeway
- Peedi Crakk
- Sauce Money
- Rell
- Juelz Santana